# 小橋川建
小橋川 建（こばしかわ たつる）は沖縄県伊江島出身の俳優。沖縄の特撮テレビドラマ闘牛戦士ワイドーの主役を演じる。